# Harold Claude Noel Williams
Harold Claude Noel Williams, auch H.C.N. Williams, meist als Bill Williams bekannt (* 6. Dezember 1914 in Grahamstown, Südafrika; † 5. April 1990) war ein anglikanischer Geistlicher und von 1958 bis 1981 Provost (Dompropst) der Kathedrale von Coventry.

## Leben
Williams studierte am Graeme College in Südafrika und an der University of Durham. 1938 wurde er zum Priester der Kirche von England ordiniert. Seine erste Stelle war an St. Mary with St. Paul, Weeke in der Nähe von Winchester (England). Von 1941 bis 1949 leitete er als Principal das St Matthew’s College in Südafrika. Danach kam er nach England zurück und war Pfarrer an Holy Ascension in Hyde (Hampshire) und an St. Mary’s in Southampton (England). 1958 wurde er zum Provost der Kathedrale von Coventry ernannt, deren Neubau zu diesem Zeitpunkt noch im Bau war. Die neue Kathedrale wurde 1962 geweiht und entwickelte sich unter seiner charismatischen Leitung zu einem modernen Wallfahrtsort. Williams blieb hier 23 Jahre lang bis zu seiner Pensionierung 1981.

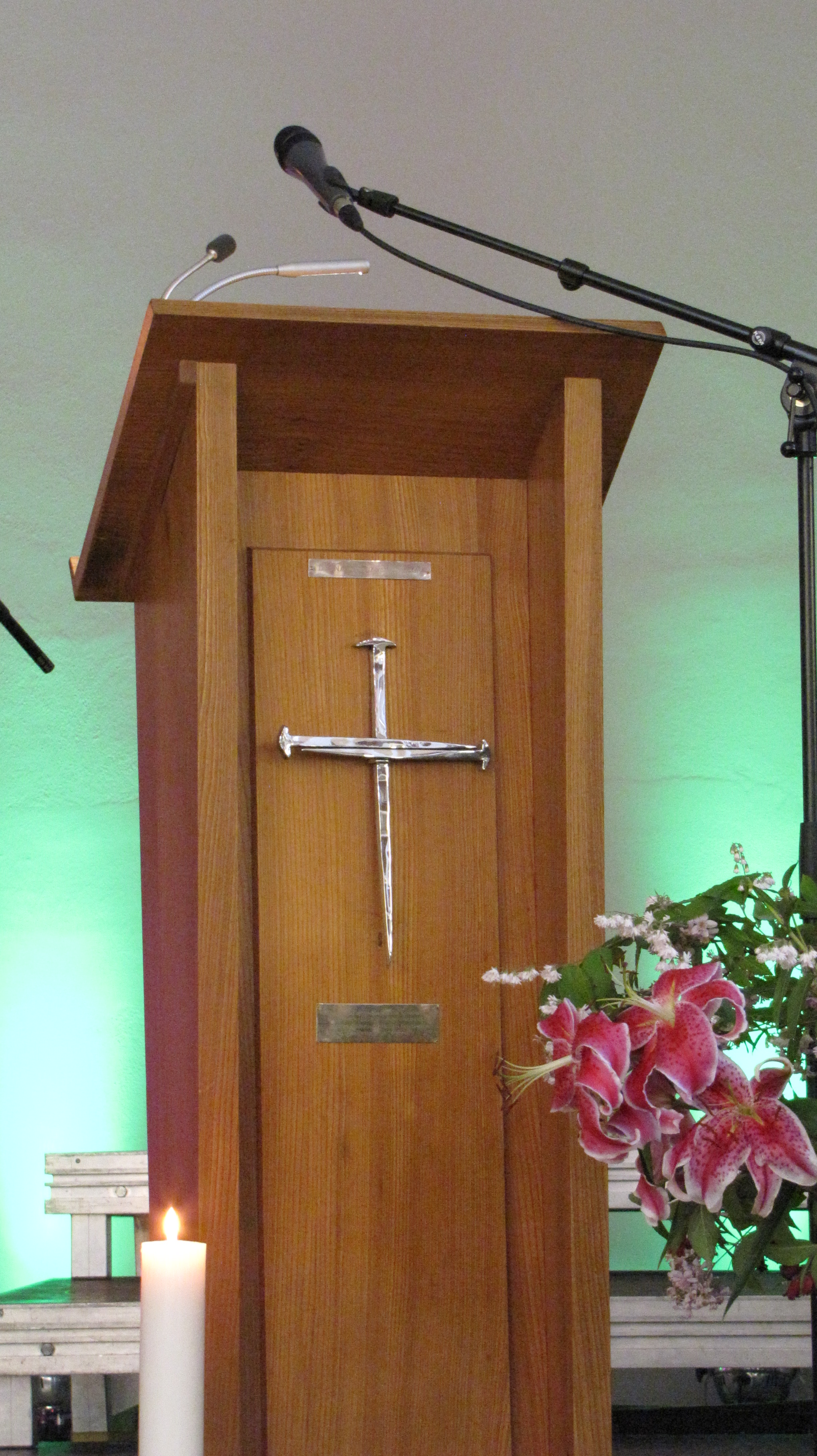
Nagelkreuz in der Diakonissenhauskirche in Dresden

Williams war verantwortlich für die Schwerpunktsetzung der Versöhnungsarbeit der Kathedrale. Er reiste viel und baute das Netzwerk der Nagelkreuzgemeinschaft auf. Auf Anregung von Richard Crossman initiierte er das Coventry-Dresden-Projekt von 1965, bei dem  eine Gruppe von britischen Freiwilligen dabei half, einen Flügel des Diakonissenkrankenhauses in Dresden wieder aufzubauen.
1966 wurde er für seine Verständigungsarbeit mit dem Großen Bundesverdienstkreuz ausgezeichnet.

## Schriften
- African Folk Songs, 1948
- Vision of Duty, 1963
- Twentieth Century Cathedral: An Examination of the Role of Cathedrals in the Strategy of the Church in the Changing Pattern of a Twentieth Century Community, 1964
- Coventry Cathedral and its Ministry, 1965
- Coventry Cathedral in Action, 1968
- Basics and Variables: The Future of the Church in the Modern World, 1970
- The Latter Glory: The Story of Coventry Cathedral, 1978
- Order My Steps in Thy Way, 1982